# St. Stephanus (Essen)

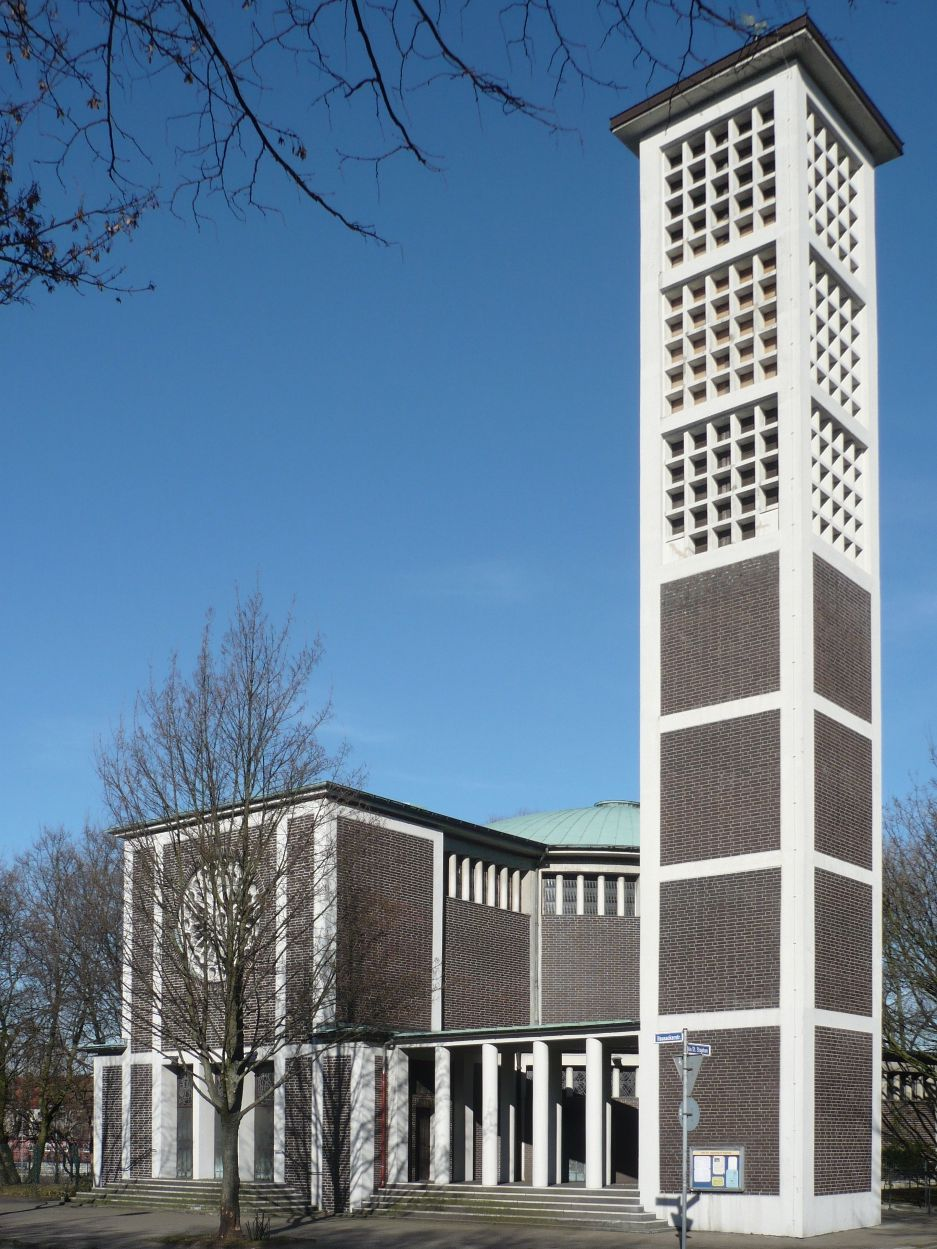
St. Stephanus (2008)

Die ehemalige Kirche St. Stephanus stand am Rande des westlichen Essener Stadtteils Holsterhausen. Sie wurde von den Architekten Emil Jung und Josef Wingenfeld entworfen und 1954 benediziert. Nach Schließung im Jahr 2008 wurde der Kirchbau Anfang 2018 niedergelegt.
Pfarr- und Gemeindepatron war der Hl. Märtyrer Stephanus, Patronatsfest am 26. Dezember.

## Kirchbau

### Kirchengebäude von 1930
Nach dem Anwachsen der Muttergemeinde St. Mariä Empfängnis begann die Kirchbaugeschichte von St. Stephanus im Jahr 1914 mit dem ersten Kauf von Bauland. Erst 1927 wurde allerdings der Kirchbauverein gegründet, 1928 das Grundstück verdoppelt.
Die Arbeiten für den Kirchbau nach Plänen des Architekten und Regierungsbaumeisters Emil Jung begannen 1929. Am  19. Oktober 1930 wurde er benediziert. Das Gebäude mit elliptischem Grundriss verfügte über rund 1000 Sitzplätze. Von der Windmühlenstraße aus wurde die neue Straße An St. Stephanus angelegt. Die Glocken aus der Glockengießerei Petit & Gebr. Edelbrock in Gescher wurden am 19. September 1930 am Bahnhof Essen-Rüttenscheid von der Bahn auf festlich geschmückte Bollerwagen umgeladen und zur Kirche transportiert. Es handelte sich um vier Bronzeglocken, wobei die größte eine Höhe von 1,35 Meter aufwies und die anderen je 1,20 Meter, 0,95 Meter und 0,85 Meter. Sie gaben die kontraktlich festgelegten Töne cis′, e′, fis′ und gis′ wieder. Die Glockenweihe erfolgte am Sonntag, den 21. September 1930 im Mittelschiff der neuen Kirche.
| Nr. | Name | Durchmesser (mm) | Höhe (m) | Masse (kg, ca.) | Schlagton (HT-1/16) | geweiht                   | Glockengießerei         | Gussjahr |
| 1   | –    | 1500             | 1,35     | 2016            | cis′                | Göttliches Herz Jesu      | Petit & Gebr. Edelbrock | 1930     |
| 2   | –    | 1250             | 1,20     | 1162            | e′                  | Unbefleckte Jungfrau      | Petit & Gebr. Edelbrock | 1930     |
| 3   | –    | 1100             | 0,95     | 804             | fis′                | Heiliger Joseph           | Petit & Gebr. Edelbrock | 1930     |
| 3   | –    | 980              | 0,85     | 563             | gis′                | Patron Heiliger Stephanus | Petit & Gebr. Edelbrock | 1930     |

Durch weitere Schenkungen und Spenden erhielt die Kirche einen Hochaltar, einen Taufstein, Beichtstühle und das Kirchengestühl.
Im Zweiten Weltkrieg, am 25. Oktober 1944, wurde die Kirche durch einen Bombenangriff schwer getroffen und am 12. Dezember 1944 endgültig zerstört.

### Kirchengebäude von 1954
Das zweite Kirchengebäude wurde in den Jahren 1952–1954, ebenfalls von Emil Jung, zusammen mit Josef Wingenfeld, auf den alten Fundamenten errichtet und am 19. September 1954 benediziert. Die Fassaden wurden in den 1970er Jahren manganfarbig verklinkert.
2009 wurde die Kirche im Zuge der Umstrukturierung im Bistum Essen profaniert. Der letzte Gottesdienst fand bereits am 6. April 2008 statt.
Eine Übernahme der Kirche durch eine serbisch-orthodoxe Gemeinde, die bereits seit 2003 ihre Gottesdienste in der Kirche feierte, kam nicht zustande. Das Gebäude wurde daher 2011 an die Heimstatt-Engelbert-Stiftung verkauft, die inzwischen zum Franz Sales Haus gehört. Eine ursprünglich geplante Umnutzung erwies sich als wirtschaftlich nicht sinnvoll, daher begann der Abriss Anfang des Jahres 2018. Am 28. April 2018 erfolgte die Sprengung des Kirchturms.
1951 erfolgte die Erhebung zur kanonischen Pfarrei. Zum 1. April 2004 wurde die Gemeinde aufgehoben und das Pfarrgebiet der Pfarrei St. Mariä Empfängnis zugewiesen, die wiederum zum 1. April 2008 in der neu gegründeten Pfarrei St. Antonius aufging.

#### Orgel
Im Jahr 2009 wurde die Orgel ausgebaut, wobei sie an die Kirche Hl. Familie auf der Margarethenhöhe kam.

#### Glocken
1968 erhielt die Kirche die folgenden vier Glocken. Sie wurden im Jahr 2009 aus der profanierten Kirche entfernt und nach Vilnius in Litauen gebracht.
| Nr. | Name            | Durchmesser (mm) | Masse (kg, ca.) | Schlagton (HT-1/16) | Inschrift                                        | Glockengießerei                       | Gussjahr |
| 1   | Stephanusglocke | 1272             | 1200            | es′+1               | Hl. Stephanus Stärke unseren Glauben             | Hans Hüesker, Petit & Gebr. Edelbrock | 1968     |
| 2   | Marienglocke    | 1170             | 1000            | f′+1                | Hl. Maria Hilf der Christen                      | Hans Hüesker, Petit & Gebr. Edelbrock | 1968     |
| 3   | Elisabethglocke | 1030             | 700             | g′+2                | Hl. Elisabeth Schütze Kranke und Bedrängte       | Hans Hüesker, Petit & Gebr. Edelbrock | 1968     |
| 3   | Ludgerglocke    | 960              | 500             | as′+3               | Hl. Ludger Stadt und Diözese empfehlen sich dir. | Hans Hüesker, Petit & Gebr. Edelbrock | 1968     |

#### Glas
Alle Fenster im ovalen Kirchenschiff waren aus dem Jahr 1954 und stammten vom Künstler Wilhelm de Graaff. Sie wurden bei den Abbrucharbeiten vernichtet.

#### Altar
Der Altar von St. Stephanus gelangte im Jahr 2010 an die Pfarrkirche St. Chrysanthus und Daria in Haan.

## Gemeinde
Am 31. März 1930 wurde der Seelsorgebezirk aus der Muttergemeinde abgetrennt und zur selbständigen Rektoratspfarrei St. Stephanus erhoben. 1933 wurde der 1930 ernannte Rektor zum Rektoratspfarrer ernannt. 1941 wurden die Pfarrgrenzen neu geordnet.

## Trivia

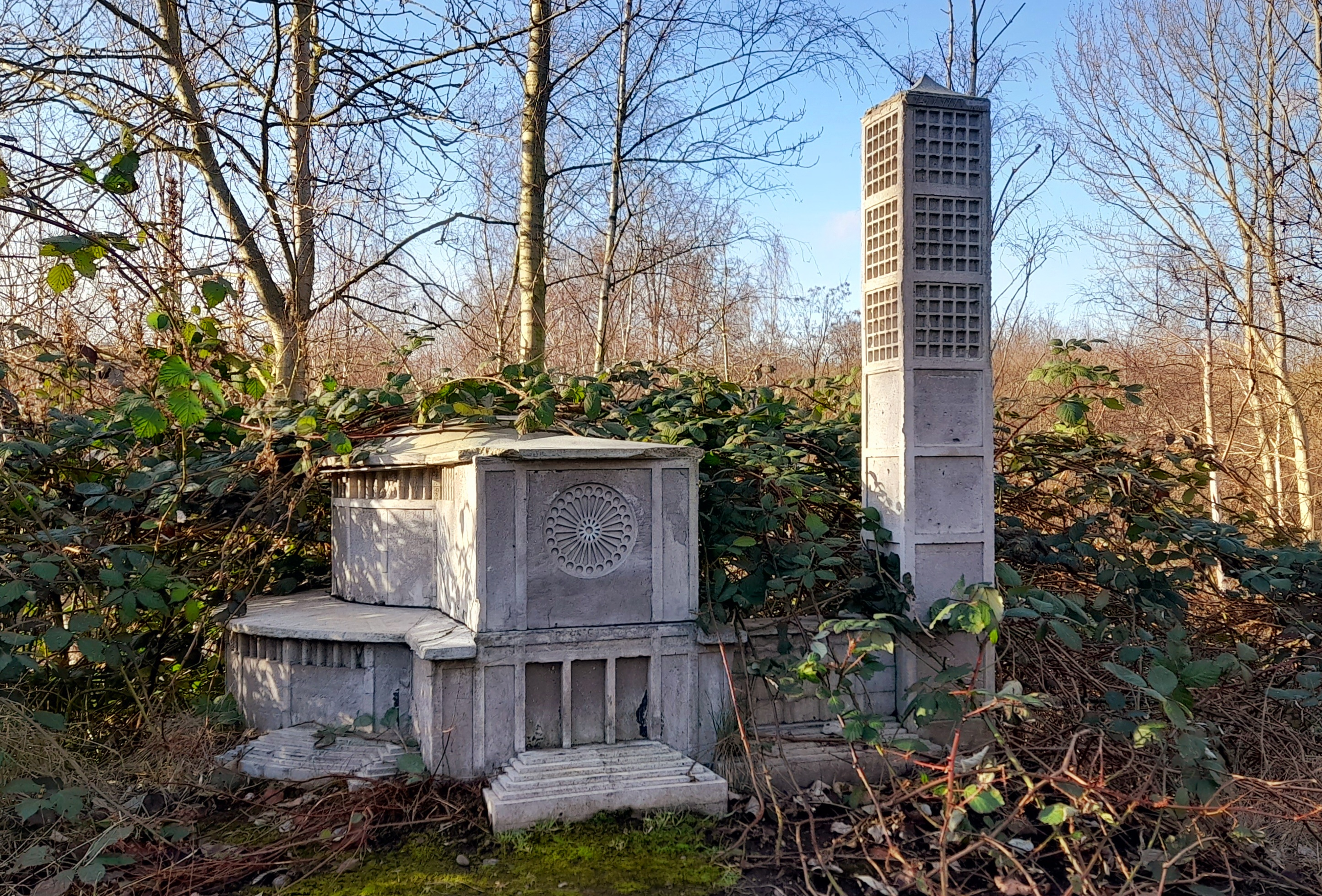
St. Stephanus im Kunstwerk Neustadt, Duisburg

Ein 1:25-Modell der Kirche aus Beton, Stahl und Edelstahl ist seit April 2021 am östlichen Ende des Landschaftsparks Duisburg-Nord im Rahmen der Installation Neustadt der Künstler Marta Dyachenko und Julius von Bismarck am Emscherkunstweg zu sehen.